# Tinne Vilhelmson
Tinne Eva Caroline Vilhelmson Silfvén, folkbokförd som Wilhelmsson Silfvén, född 12 juli 1967 i Upplands Väsby, är en svensk ryttare. Hon har deltagit i sju olympiska spel, fyra VM, nio EM och sju världscupfinaler.

## Biografi
Vilhelmson bor på Lövsta Gård där hon är stuterichef för Lövsta Stuteri. Hon har ett nära samarbete med Antonia Ax:son Johnson som äger Lövsta. Vilhelmsson har fem SM-guld och tio SM-medaljer. Dessa medaljer är tagna med sju olika hästar. Endast Louise Nathhorst har tagit SM-medalj på flera hästar (åtta). Tinne har deltagit i de sju senaste Olympiska spelen och siktar på sitt åttonde. Om hon skulle kvala dit skulle hon bli den Svensk som har deltagit i flest Olympiska spel. Tinne deltog i sitt tionde EM när hon hjälpte laget till ett brons i Göteborg (Tinnes tredje lagbrons i EM-sammanhang). 
Vilhelmson innehar svenska rekordet i Grand Prix (79,553 %), Grand Prix Special (79,039) och Grand Prix Kür (84,700 %). GP och Kür togs under Stockholm International Horseshow i Globen 2012 och Specialen i Aachen 2014, alla med hästen Don Auriello.
Vilhelmson var i augusti 2014 rankad sexa i världen och har sedan november 2012 varit rankad topp 10 i världen. Som bäst var Vilhelmson tillsammans med Don Auriello rankad som nummer fyra under perioden mars till april 2014. Hon har tidigare varit rankad topp 10 i världen på hästen Solos Carex som 2008 var rankad nia i världen.
Vilhelmson flyttar delar av Lövsta stuteris verksamhet till Wellington i amerikanska Florida under vintermånaderna (januari till mars). I USA har hon rönt stora framgångar.[källa behövs] Hon har 56 starter i Florida och varit på prispallen i samtliga. I 37 av dem har hon vunnit. Vilhelmsson är idag Sveriges mest segerrika dressyrryttare i internationella sammanhang med sammanlagt 63 internationella GP-segrar. 21 av dessa vinster är i World Cup-tävlingar och 12 i femstjärniga tävlingar världen över. Bland annat har hon vunnit Aachens, Münchens och Rotterdams stora tävlingar samt ett antal World Dressage Masters i Falsterbo och West Palm Beach.
2016 var Tinne två i världscupfinalen i Göteborg.

## Resultat i OS
- 1992 i Barcelona: 4:a dressyr lag/Caprice
- 1996 i Atlanta: 5:a dressyr lag/Caprice
- 2000 i Sydney: 9:a dressyr lag/Cezar
- 2004 i Aten: 6:a dressyr lag/Just Mickey
- 2008 i Hongkong: 4:a dressyr lag, 9:a individuellt GP Special/Solos Carex
- 2012 i London: 5:a dressyr lag, 11:a individuellt Don Ariello
- 2016 i Rip de Janeiro: 5:a dressyr lag, 8:a individuellt Don Ariello

Svenska mästerskap
- 1993	Strömsholm	Carice  	Guld
- 2000	Enköping 	Cezar    	Brons
- 2004	Helsingborg	Just Mickey	Guld
- 2005	Ericsberg	Just Mickey	Silver
- 2006	Strömsholm	Solos Carex	Brons
- 2007	Ericsberg	Solos Carex	Silver
- 2009	Ericsberg	Favourit 	Guld
- 2010	Strömsholm	Favourit 	Guld
- 2011 Helsingborg	Don Auriello	Guld
- 2016	Ericsberg	Benetton Dream	Brons

## Hästar
- Don Auriello (valack född 2002), Brun Hannoveranare e:Don Davidoff u. Wey o mey ue. White Star uppfödare: Joachim Poppe ägare: Lövsta stuteri[3]
- Benetton Dream FRH 1301 (hingst född 2004), Mörkbrun Hannoveranare e:Brentano II u. Rotkäppchen ue. Rotspon uppfödare: Axel Windeler ägare: Lövsta stuteri[4]

### Tidigare
- Solos Carex (valack född 1993), Brunt Danskt varmblod e:Castro u. Solos Larix ue. Lagano pensionerad 2010[5]
- Favourit (valack född 1999), Fuxfärgad Rhenländare e:Fidermark u. Wapita ue. Worldchamp, tävlas numera av Sanneke Rothenberger[6]